# Singapurský dolar
Singapurský dolar je zákonné platidlo v Singapuru. Jeho ISO 4217 kód je SGD. Jedna setina dolaru se nazývá cent.
Oficiální název singapurské měny je sice dolar, ale slovním ekvivalentem pro slovo dolar je v malajštině (úřední jazyk Singapuru) výraz ringgit, který je v běžné mluvě častěji používaný než slovo dolar. Singapurský dolar lze používat i v Bruneji.

## Historie měny
Mezi roky 1952 a 1967 byl měnou dnešních států Malajsie, Brunej a Singapur dolar Malajska a Britského severního Bornea, který vydával Měnový výbor pro Malajsko a Britské severní Borneo.
V roce 1967 se začaly používat tři nové měny, které vycházely z původní v poměru 1:1 – malajsijský ringgit, singapurský dolar a brunejský dolar, které byly k sobě ekvivalentní. Navíc všechny státy podepsaly dohodu o směnitelnosti měn, ve které se zavázaly k tomu, že měna jednoho státu bude přijímána ve zbylých dvou bez žádného poplatku. V podstatě tím vytvořily měnovou unii. Malajsie v roce 1973 od této dohody odstoupila. Brunej a Singapur mají však své měny dodnes svázané.

## Mince a bankovky
Mince v oběhu mají nominální hodnoty 1, 5, 10, 20 a 50 centů a 1 dolar. Bankovky jsou tištěny v hodnotách 2, 5, 10, 50, 100, 1000 a 10 000 dolarů. Na aversní straně všech bankovek je vyobrazen první singapurský prezident Yusof bin Ishak. Mince i bankovky Singapuru mají stejné nominální hodnoty jako mince a bankovky Bruneje.